# Чемпионат России по греко-римской борьбе 2010
Чемпионат России по греко-римской борьбе 2010 года прошёл в Москве 19-20 июня.

## Медалисты
| Категория | Золото                               | Серебро                                 | Бронза                                                                                      |
| --------- | ------------------------------------ | --------------------------------------- | ------------------------------------------------------------------------------------------- |
| до 55 кг  | Валерий Боргояков Хакасия            | Иван Блатцев Московская область         | Андрей Булеев Москва, Приморский край Сергей Попрушко ХМАО, Тюмень                          |
| до 60 кг  | Рустам Хучбаров Красноярский край    | Вячеслав Джасте Краснодар, Адыгея       | Заур Курамагомедов Кабардино-Балкария, Ростов Иван Куйлаков Тверь, Новосибирская область    |
| до 66 кг  | Ислам-Бек Альбиев Москва, Чечня      | Адам Курак Красноярский край            | Арунат Кучинов Омская область Юрий Денисов Санкт-Петербург                                  |
| до 74 кг  | Имиль Шарафетдинов Москва            | Вартерес Самургашев Ростовская область  | Алексей Иванов Новосибирск Александр Чехиркин Ростовская область                            |
| до 84 кг  | Евгений Богомолов Новосибирск        | Азамат Бикбаев Башкортостан             | Олег Шокалов Краснодарский край, Кабардино-Балкария Заур Карежев Москва, Кабардино-Балкария |
| до 96 кг  | Никита Мельников Красноярский край   | Василий Теплоухов Новосибирская область | Артур Шахбанов Москва Виталий Роганин Красноярский край                                     |
| до 120 кг | Хасан Бароев Северная Осетия, Москва | Александр Екимов Новосибирск            | Олег Ильницкий Тюменская область Антон Ботев Омск                                           |